# Elskoter
Elskoter (även eloped eller promenadskoter) är antingen ett eldrivet tvåhjuligt motorfordon med fritt utrymme mellan förarens ben, eller ett tre- eller fyrhjuligt fordon för personer med nedsatt rörlighet. I det andra fallet kan det användas som en (elektrisk) rullstol. Exempel på det är Permobil. Det är konstruerat som en skoter, det vill säga med styre och fotplatta mellan styre och säte.

## Beskrivning
Elskotern är oftast en trehjuling eller fyrhjuling med en enklare typ av säte samt ett styre. Den har en fotplatta för fötterna och ett så kallat deltastyre för att vrida ett eller två styrbara hjul. Sätet är ofta höj- och sänkbart, och svängbart för att tillåta enkel på och avstigning. Dessutom finns vanligen en lasthållare.
Ett eller flera batterier ger kraft till drivpaketet (motor och växellåda) och laddas upp igen efter användandet med en fristående batteriladdare. Vanliga varianter idag kan komma upp i en hastighet av cirka 20 km/h. Även bensindrivna modeller förekommer i vissa länder.

### Typer
Elektriska skotrar finns i olika typer:
- Små, lätta för transport, som viks eller lätt demonteras i mindre delar
- Kompakt och stadigt, används för att shoppa i butiker och andra ställen
- Medelstora som är avsedda för både inom- och utomhusbruk
- Större och tyngre för grov utomhusterräng

Vanligtvis har elskotrar en hastighet från 6 till 20 km/h, och de olika modellerna har lastkapacitet från 80 kg upp till 230 kg.

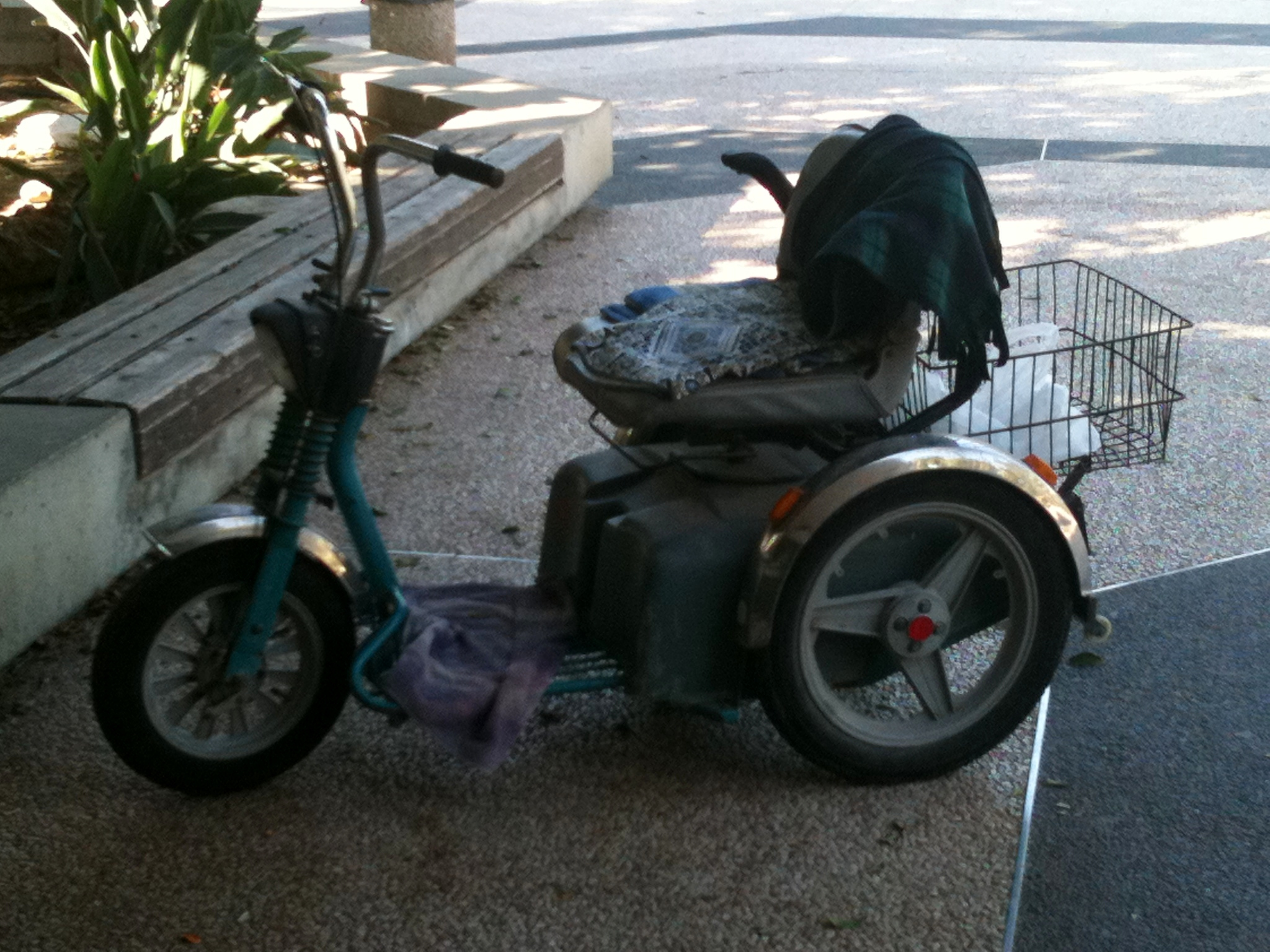
Enklare elskoter.
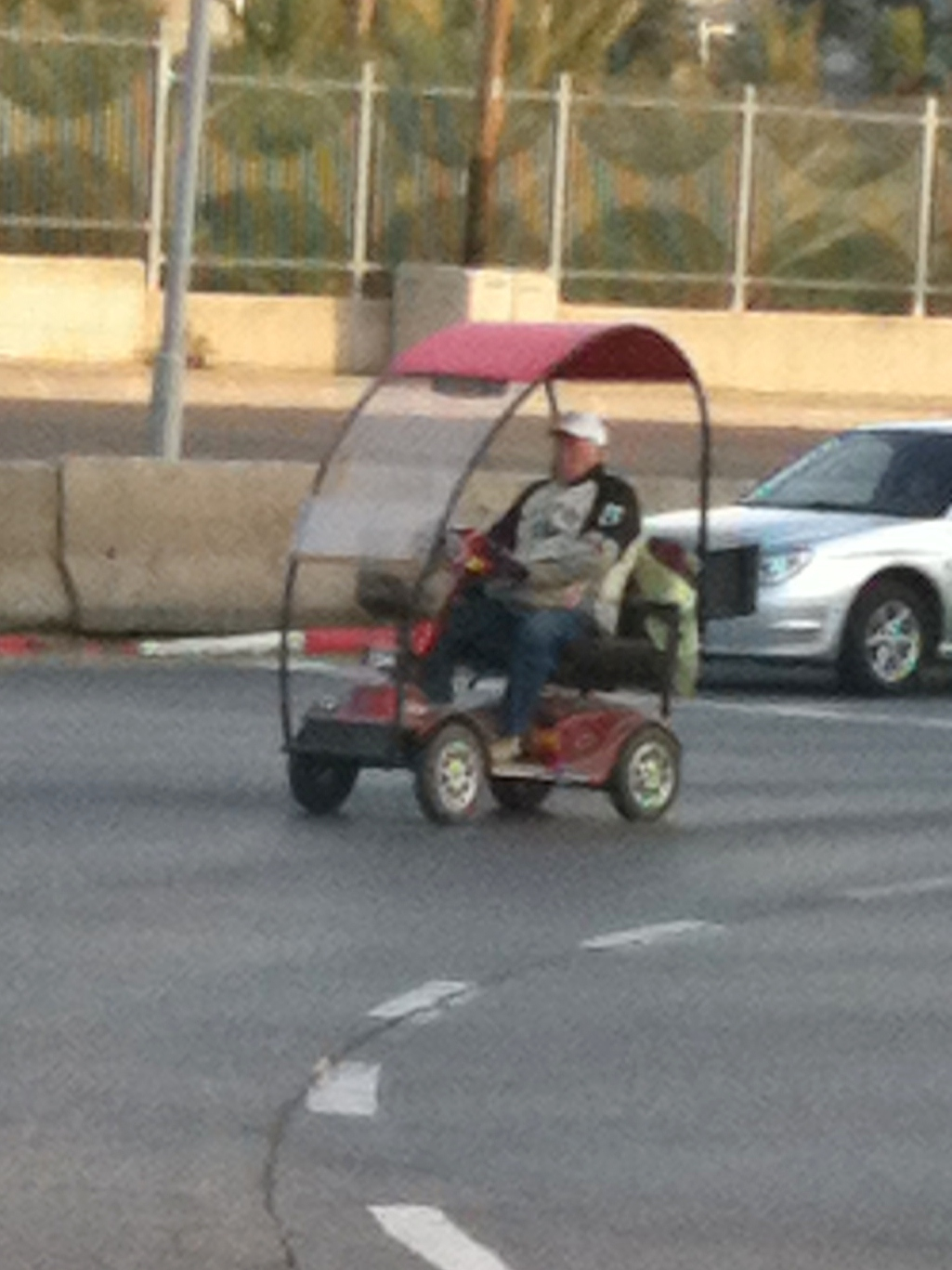
Elskoter med tak.
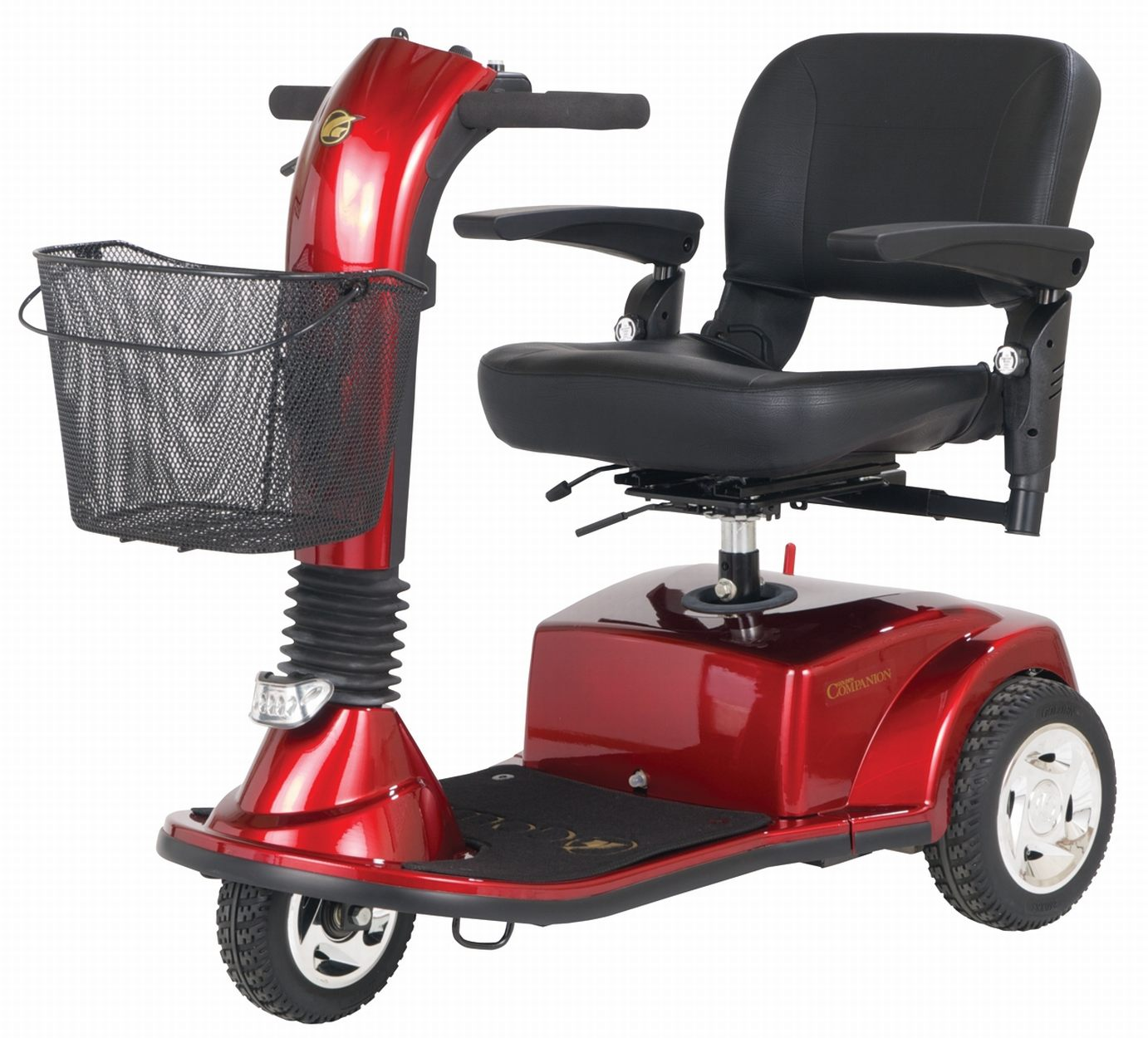
Elskoter med korg för lättare transporter.
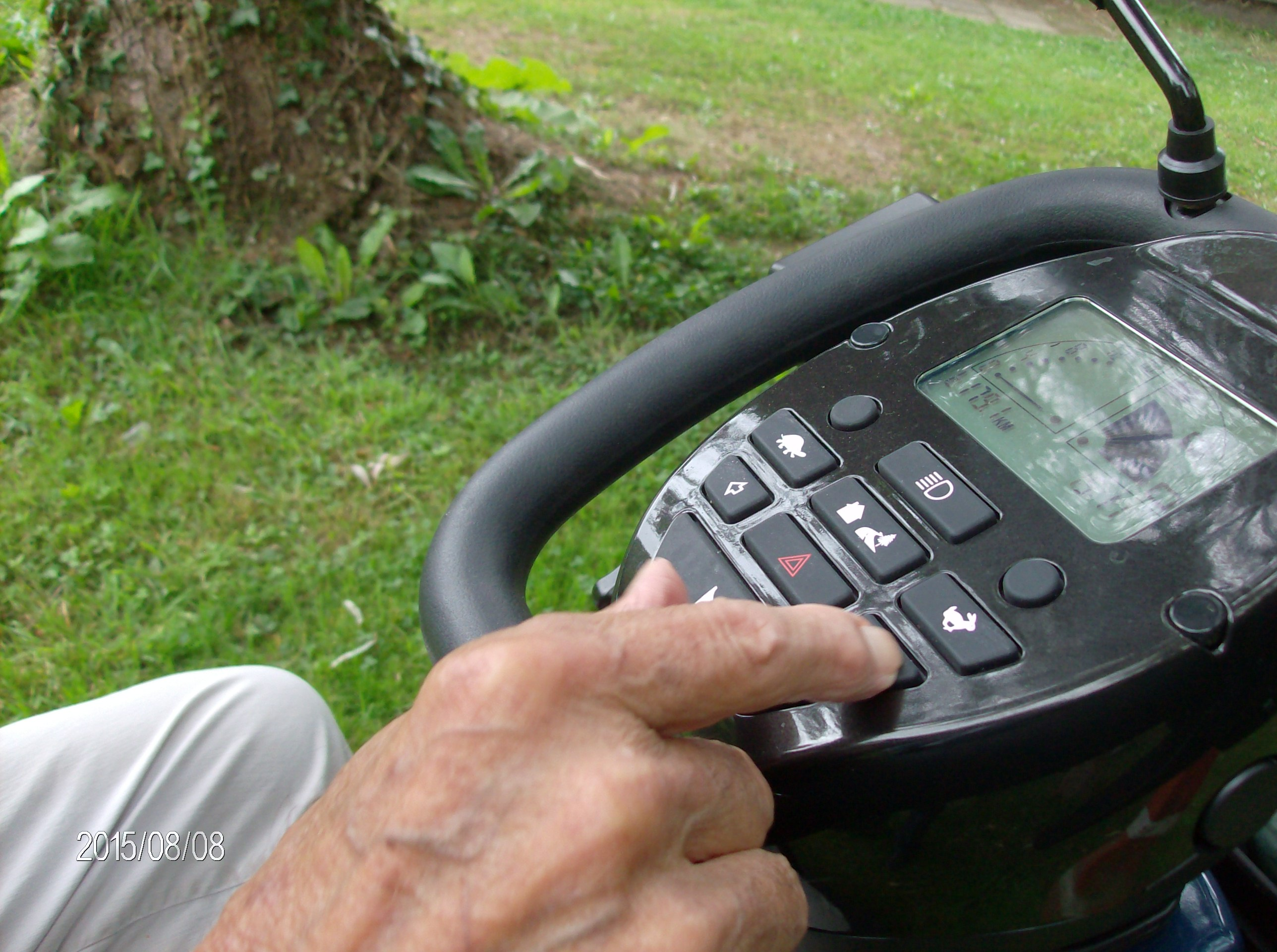
Kontrollpanel på elskoter.

## Historia
Den första elskotern introducerades i USA 1954 av Sears. Den presenterades som en elektrisk rullstol, men den hade mer gemensamt med elektriska skotrar på grund av sitt stora säte, extra stor batterikapacitet och trehjulsdesign. Den blev dock inte en kommersiell framgång. 

### Benämningar
I Sverige har Permobil, ett svenskt bolag och en av världens största leverantörer av elrullstolar, blivit ett varumärkesord och ibland synonymt med elektriska rullstolar av skotertyp. Den engelska benämningen är mobility scooter, och på tyska kallas fordonet Elektromobil. Permobils verksamhet är dock mer inriktad mot elrullstolar som inte är av skotertyp.

### Klassificering i Sverige
Vissa moderna elskotrar, exempelvis som privatimporteras via internet och vissa elektriska fatbikes, har en motor som är starkare än 1000 Watt, dock högst 4000 Watt, eller är konstruerade för att gå snabbare än 25 km/h. Fordonet räknas då som moped klass I ("EU-moppe"), och kräver registreringsskylt, betald fordonsskatt och trafikförsäkring. Det får inte framföras snabbare än 45 km/h, och inte på cykelbana, och mopedhjälm krävs.
Är motorn i intervallet 250 Watt till 1000 Watt, eller fordonet är konstruerat för en högsta hastighet på mellan 20 och 25 km/h, kan den räknas som moped klass II. Då får det köras på cykelbana, men inte snabbare än 25 km/h. Det räcker med cykelhjälm. Båda dessa mopedtyper kräver förarbevis för moped (AM-körkort), minsta ålder 15 år, och att föraren är nykter.
Många av de elskotrar som idag säljs med en maxhastighet som överskrider 20 km/h skulle dock inte klara av typgodkännanden för mopeder, bland annat beroende på bromsarnas design och effektivitet, och är därmed olagliga att framföra på allmän väg. 
En elskoter med svagare motor än 250 Watt, och vars motor inte kan driva den snabbare än 20 km/h, räknas som en elcykel. Den får då framföras på trottoarer och på gångbanor men skall anpassa hastigheten till vad som är lämpligt för omgivningen. Alla regler och lagar som gäller cyklar gäller dock inte automatiskt motorsvaga skotrar. Hjälmkrav gäller endast innan femton års ålder. Ingen person äldre än 10 år får bli skjutsad i fordonet, och en överträdelse mot förbudet kan leda till penningböter. En förare av dessa fordon får inte vara så berusad att han/hon uppvisar "medvetet risktagande".

## Användning

### Fördelar
En elskoter är användbar för personer som inte har uthållighet eller den armkraft som behövs för att använda en manuell rullstol. Att svänga sätet på en elskoter är enklare än att flytta fotstöden på de flesta vanliga rullstolar. En elskoter är till stor hjälp för personer med helt eller delvis besvärande rörelsehinder på grund av hjärt- eller lungproblem, vissa former av artrit, fetma med mera.
Ett bra säljargument för elskoter är att den inte ser ut som en rullstol, då vissa personer kan se funktionshinder som något skamligt. Elskotrar är generellt billigare än eldrivna rullstolar, vilket leder till att de kan köpas som ett billigare alternativ.
Många tillverkare har ändrat utseendet på elskotern för att locka till användande. Det finns nu sådana som ser ut som korta, smala, små bilar och andra som liknar fyrhjulingar eller motorcyklar.
En elskoter eliminerar mycket av de manuella styrproblemen hos en vanlig rullstol. Den senare kräver att användaren har styrka i axel och hand samt viss rörlighet och styrka i överkroppen.

### Begränsningar
Den armstödsbaserade styrenheten som är typisk för elrullstolar kan vara mer lämplig för många användare. Elskotrar har också färre alternativ för kroppsstöd, till exempel huvud- eller benstöd. De är sällan utformade för att underlätta patientöverföring från säng till säng.
Andra nackdelar är att de är längre, vilket begränsar deras svängradie och förmåga att använda vissa hissar eller rullstolsdesignade hjälpmedel som till exempel busslyftar. Den större längden kan också göra det svårt att nå dörröppnare eller dörrknappar. Vissa elskotrar har låg markfrigång som kan göra det svårt att navigera vissa hinder, till exempel höga trottoarkanter. Navigering i begränsade utrymmen, oavsett om det är hemma eller i offentliga utrymmen och byggnader, kan också vara ett problem. Medan nya offentliga byggnader vanligtvis är utformade med tillgänglighetskrav, kan den större längden och bredare svängradien göra det svårt att använda dem. Detta är ett större problem i äldre byggnader som kan ha fått kompromisser vid eftermontering av tillgänglighetshjälpmedel. Till exempel kan en hiss vara tillräcklig för en rullstol, men för kort för en elskoter. Korridorer kan vara för smala eller för vinklade. Vissa toaletter kan vara för små så att elskotern inte kan manövreras runt.
Dessa begränsningar kan förhindra att vissa funktionshindrade personer använder elskoter. Dessutom kan begränsningar variera beroende på modell och tillverkare. Individuella behov hos brukarna kan påverka lämpligheten för en viss modell. Fyrhjuliga elskotrar har en större svängradie i allmänhet än en trehjulig elskoter men är också mer stabila. I synnerhet bör köpare jämföra längd, bredd, svängradie och markfrigång, för att säkerställa att skotern passar de mest vanliga hindren i användarens miljö.